# ۴۷۴ (پیش از میلاد)
۴۷۴ (پیش از میلاد) ۴۷۴مین سال قبل از تقویم میلادی است.